# The Mystery of the Talking Wire
The Mystery of the Talking Wire è un cortometraggio muto del 1914 diretto da George Lessey.
Terzo episodio del serial The Chronicles of Cleek.

## Produzione
Il film fu prodotto dalla Edison Company.

## Distribuzione
Distribuito dalla General Film Company, il film - un cortometraggio in una bobina - uscì nelle sale cinematografiche degli Stati Uniti il 27 gennaio 1914.